# Pachylemur
Pachylemur — род субфоссильных лемуров семейства лемуровых. Описаны два вида; ряд исследователей, опираясь на большое сходство зубного аппарата, считает, что эти виды должны быть включены в род Varecia, несмотря на то, что вымершие виды были в три-четыре раза крупнее современных.

## Открытие и классификация
Первые описания представителей рода Pachylemur относятся к концу XIX века. В 1895 году по одной плечевой кости Анри Фильолем был описан новый вид, получивший название Lemur insignis. В 1899 году ещё один вид был описан французским натуралистом Альфредом Грандидье как Paleochirogalus jullyi по останкам из раскопа в Анцирабе (центральный Мадагаскар). Несколькими годами позже Ч. И. Форсайт-Мейджор и Г. Стэндинг классифицировали эти останки как принадлежащие представителю рода Lemur. В 1948 году Шарль Ламбертон выделил в этом роде подрод Pachylemur, впоследствии получивший статус самостоятельного рода.
В начале XXI века в роде Pachylemur насчитываются два субфоссильных вида — P. insignis и P. jullyi; ряд останков с севера Мадагаскара ввиду отсутствия полного черепа пока не причислен к конкретному виду, хотя определённо относится к роду Pachylemur. Поскольку зубная формула рода Pachylemur совпадает с формулой других представителей семейства лемуровых (см. Анатомия), часть исследователей рассматривают эти виды как относящиеся к роду Varecia. Однако в пользу того, что это отдельный род, говорят имеющиеся отличия в строении скелета (в частности более короткие и мощные относительно размеров тела конечности), а также собственно размеры (представители этого рода были в три-четыре раза крупнее современных лемуровых). В конце 1970-х годов было высказано (и в дальнейшем фигурирует, в частности, в справочнике «Млекопитающие мира» за 1999 год)) мнение о том, что на самом деле P. insignis и P. jullyi являются синонимами, но большие колебания в размерах костных останков не позволяют принять или опровергнуть эту гипотезу.

## Анатомия
Представители рода Pachylemur были крупными крепко сложенными лемурами. Вид P. jullyi был несколько крупней, чем P. insignis (средняя длина черепа 125 мм против 117 мм, оценочная масса тела 13 против 11,5 кг). Таким образом, несмотря на значительные по современным понятиям размеры, пахилемуры были самыми мелкими (за исключением мезопропитеков) из известных ископаемых лемуров.

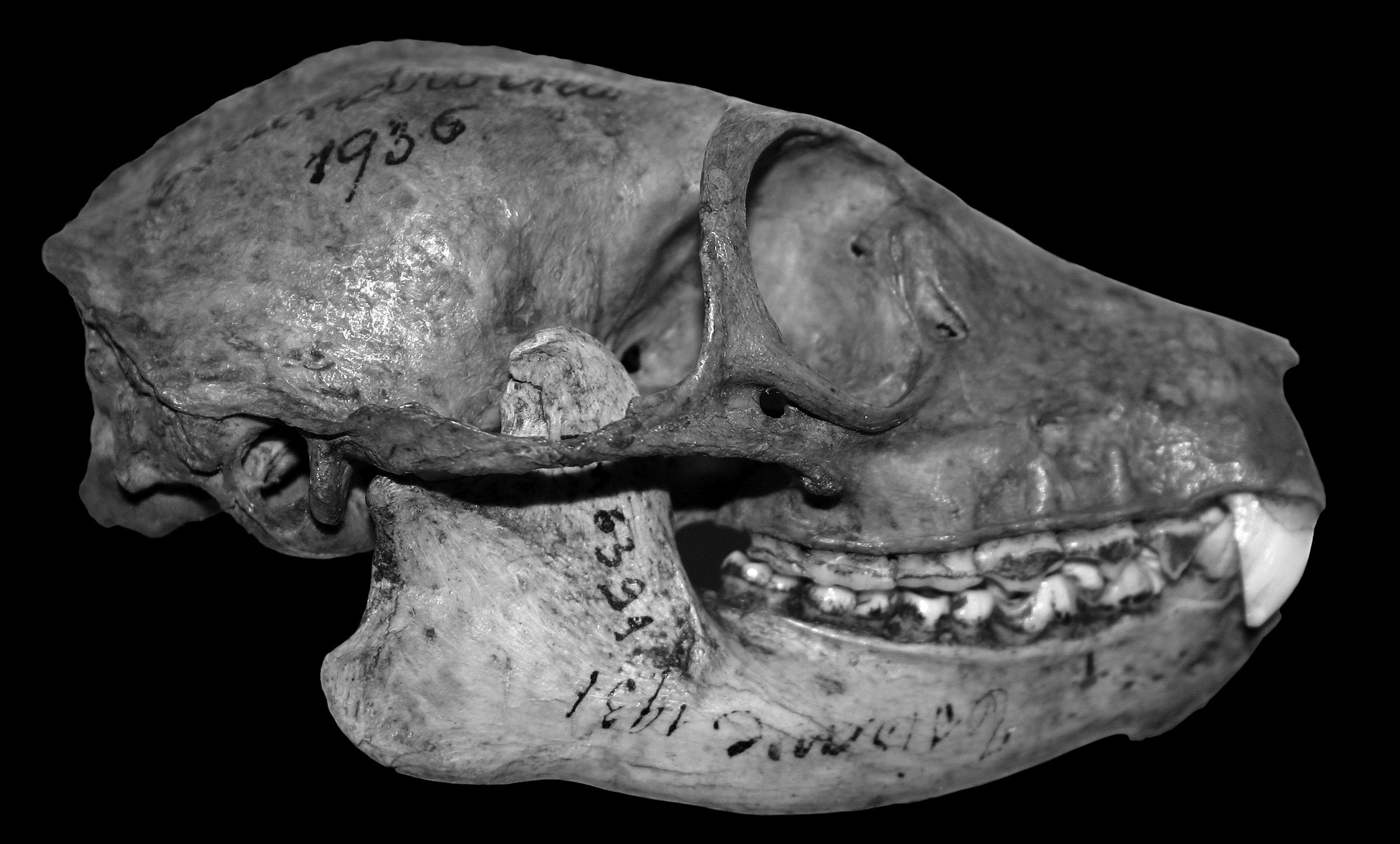
Череп Pachylemur insignis

Череп более широкий в относительном выражении, чем у лемуров вари, челюсти более мощные, глазницы больше сдвинуты вперёд и относительно невелики. В отличие от вари, у пахилемуров имелись сагиттальный гребень и затылочный бугор. Зубная формула пахилемуров — 2.1.3.32.1.3.3 — совпадает с зубной формулой других лемуровых; передние зубы, как у многих других лемуров, образуют зубную гребёнку, подбородочный симфиз не зарастал до конца жизни. Ряд черт роднит этот род с лемурами вари, отличая от обыкновенных и кошачьих лемуров — продолговатый бассейн (углубление) на пятке моляров нижней челюсти, протоконическая складка на первом верхнем моляре, вытянутая вперёд языковая зона шейки первого и второго верхних моляров. Как и у вари, зубные останки пахилемуров часто носят следы кариеса. Относительные размеры черепа и зубов P. jullyi больше, чем у P. insignis — в частности, моляры более крупного вида были шире; кроме того, для них характерна более квадратная форма пяточного бассейна, а прилегающие бугорки расположены поперечно.
Длина передних и задних конечностей почти одинаковая, сами конечности мощнее и короче относительно длины позвоночника, чем у современных лемуров вари. Исследователи, описывавшие представителей этого рода, называли их «кривоногими», неуклюжими и медлительными. Соотношение длины и толщины костей конечностей, более короткие позвонки, чем у вари, морфология бедренного и коленного суставов привели зоологов к выводу, что пахилемуры были неспособны к прыжкам, а основным способом их передвижения было медленное лазание с использованием всех четырёх конечностей. Соотношение длин плечевой и бедренной костей, а также длины большеберцовой и бедренной костей (бедренный индекс) у P. jullyi в среднем несколько выше, чем у P. insignis.

## Палеоэкология
Останки представителей рода Pachylemur известны по локациям в северной, центральной и южной части Мадагаскара, которым от одной до двух тысяч лет, что позволяет причислять этот род к субфоссильным, однако более точно датировать время его окончательного исчезновения пока не удалось. На некоторых из найденных костных останков найдены следы режущих и рубящих орудий, что свидетельствует о том, что на последнем этапе своего существования лемуры этого рода не только жили на острове одновременно с человеком, но и были объектом охоты как источник мяса.
Устройство конечностей представителей рода Pachylemur и короткое тело их поясничных позвонков рассматриваются как исключающие возможность, что эти лемуры передвигались прыжками. По всей видимости, основным способом их передвижения было медленное лазание по стволам и ветвям, хотя имеется также мнение, что они проводили значительную часть жизни, передвигаясь на всех четырёх ногах по земле. Увеличенная головка бедренной кости служит основанием для выводов о том, что пахилемуры, как и вари, много времени проводили в висячем положении, причём часто — только с помощью задних конечностей. В силу близости устройства зубного аппарата пахилемуров и вари, диету которых составляют фрукты, цветы и нектар, род Pachylemur также традиционно считается преимущественно плодоядным. Размер и форму нижней челюсти пахилемуров разные авторы трактуют как свидетельство наличия в их диете большего количества стеблей и твёрдых плодов либо жёстких листьев. По-видимому, из всех ископаемых лемуров Pachylemur играли наибольшую роль в распространении семян растений.